# Libe Barer
Libe Alexandra Barer (* 19. Dezember 1991 in Los Angeles) ist eine US-amerikanische Filmschauspielerin.

## Leben
Libe Barer ist eine Tochter mexikanischer Einwanderer, ihre jüngere Schwester ist die Schauspielerin Ariela Barer. Libe Barer wurde ab 2007 als TV-Schauspielerin aktiv, bekannt wurde sie ab 2015 als „Carly“ in der Serie Sneaky Pete. Weitere Serien ab 2016 waren Colony und Those Who Can’t, sowie die Horrorfilme I See You (2019) und Slapface (2021).

## Filmografie (Auswahl)
- 2007–2008: iCarly (Fernsehserie, 3 Folgen)
- 2010: The Whole Truth (Fernsehserie, eine Folge)
- 2014: Grey’s Anatomy (Fernsehserie, eine Folge)
- 2014–2015: Parenthood (Fernsehserie, 5 Folgen)
- 2015–2019: Sneaky Pete (Fernsehserie, 30 Folgen)
- 2016: Colony (Fernsehserie, 3 Folgen)
- 2016–2019: Those Who Can’t (Fernsehserie, 6 Folgen)
- 2018: Disfluency (Kurzfilm)
- 2019: I See You
- 2019: The Lost Weekend (Kurzfilm)
- 2017–2021: DuckTales (Fernsehserie, 8 Folgen, Stimme)
- 2021: Slapface
- 2021–2023: Rugrats (Fernsehserie, 2 Folgen, Stimme)
- 2021: Disfluency
- 2023: Among the Beasts
- 2023: Beautiful Desaster
- 2023–2025: Marvel’s Moon Girl and Devil Dinosaur (Fernsehserie, 36 Folgen, Stimme)
- 2024: Marvel’s Moon Girl and Devil Dinosaur: Moon Girl's Lab (Fernsehserie, 4 Folgen, Stimme)
- 2024: Beautiful Wedding